# El Cubri
El Cubri és el pseudònim de l'equip de dibuixants de còmics espanyols compost pel guionista Felipe Hernández Cava i els dibuixants Pedro Arjona González i Saturio Alonso.

## Trajectòria
El nom va ser adoptat en 1970 per Saturio Alonso i Felipe Hernández Cava per a les seves col·laboracions en la revista cinematogràfica Fotogramas, a causa de la seva admiració per Stanley Kubrick. Aviat s'uniria al grup un altre dibuixant més, Pedro Arjona González, dedicant-se sobretot a la historieta de tema polític.
Per Jesús Cuadrado, El Cubri
| « | explica històries properes a la mitologia popular i sempre per a adults. O sigui, guions literaris amb diàlegs creïbles i dibuixos variadíssims d'il·luminació curadíssima. Són tan riques, tan suggeridores, tan adultes, ja vam dir, tan artístiques, les seves historietes, que fins a no ho semblen. El treball del Cubri és tan insòlit que no ens el mereixem. | » |

## Obra
- Luis Candelas.
- Sombras, protagonizada por Peter Parovic.
- Francografías.
- Tal como éramos.
- El hombre invisible (1985).